# سامسونگ اس‌جی‌اچ-پی۵۲۰
سامسونگ اس‌جی‌اچ-پی۵۲۰ یک‌نمونه از گوشی‌های تلفن همراه سری P شرکت سامسونگ می باشد که توسط همین شرکت به بازار عرضه شده‌است.